# TODAY IS ANOTHER DAY
《TODAY IS ANOTHER DAY》(투데이 이즈 어나더 데이)는 일본의 밴드 ZARD의 일곱 번째 정규 앨범으로, 1996년 7월 8일 발매되었다. (CD: JBCJ-1009) 사카이 이즈미가 프로듀서로 이름을 올린 최초의 앨범이며, FIELD OF VIEW의 〈그대가 있어서〉, 〈DAN DAN 마음이 이끌려〉, 〈돌연〉 세 곡이 리메이크 되어 실려있는 것이 특징이다.
12번 트랙에 실려있는 오리지널 곡 〈바라보고 있고 싶어요〉는 팬에게 바치는 헌정곡이다. 미야기 현 소재 고등학교의 선생님이 자신이 담임을 맡던 학생이 사고사 당했는데, 그 학생이 굉장히 좋아했다며 편지를 보내온 적이 있다. 1996년 7월의 인터뷰에서, 사카이는 이 곡의 편곡을 듣던 중 생사를 헤메이는 세계가 떠올랐고 2년전에 받았던 이 편지가 생각났다고 한다. 학교에서 그의 별명은 "3학년 G반의 골키퍼"였는데, 이는 "3G의 키퍼도 천국에서 보고있네"라고 가사에 반영되며, 앨범에 수록된 가사집의 말미에는 "Dedicate to KIYOTAKA SATOH"라고 적혀있다.

## 수록곡
| #            | 제목 | 작사          | 작곡                  | 편곡            | 재생 시간 |
| ------------ | --- | ------------- | --------------------- | --------------- | --------- |
| 1.           | 〈〈마이 프렌드〉〉 (マイ フレンド 마이 후렌도[*])                                                                                           | 사카이 이즈미 | 오다 테츠로           | 하야마 타케시   | 4:22      |
| 2.           | 〈〈그대가 있어서〉〉 (君がいたから 키미가이타카라[*])                                                                                       | 사카이 이즈미 | 오다 테츠로           | 하야마 타케시   | 4:22      |
| 3.           | 〈〈이별인사는 지금도 가슴 속에 있어요〉〉 (サヨナラは今もこの胸に居ます 사요나라와이마모코노무네니이마스[*])                                | 사카이 이즈미 | 쿠리바야시 세이이치로 | 하야마 타케시   | 4:42      |
| 4.           | 〈〈LOVE ~잠 못 이루고 그대의 옆얼굴을 계속 보고있었어~〉〉 (LOVE ~眠れずに君の横顔ずっと見ていた~ -네무레즈니키미노요코가오즛토미테이타[*]) | 사카이 이즈미 | 쿠리바야시 세이이치로 | 아카시 마사오   | 5:24      |
| 5.           | 〈〈DAN DAN 마음이 이끌려〉〉 (DAN DAN 心魅かれてく -코코로히카레테쿠[*])                                                                    | 사카이 이즈미 | 오다 테츠로           | 이케다 다이스케 | 4:31      |
| 6.           | 〈〈잠〉〉 (眠り 네무리[*]) | 사카이 이즈미 | 사카이 이즈미         | 이케다 다이스케 | 5:00      |
| 7.           | 〈〈마음을 열고〉〉 (心を開いて 코코로오히라이테[*])                                                                                         | 사카이 이즈미 | 오다 테츠로           | 이케다 다이스케 | 4:08      |
| 8.           | 〈〈돌연〉〉 (突然 도츠젠[*]) | 사카이 이즈미 | 오다 테츠로           | 하야마 타케시   | 4:35      |
| 9.           | 〈〈오늘도〉〉 (今日も 쿄모[*]) | 사카이 이즈미 | 오다 테츠로           | 하야마 타케시   | 4:25      |
| 10.          | 〈〈Today is another day〉〉 | 사카이 이즈미 | 오다 테츠로           | 이케다 다이스케 | 5:16      |
| 11.          | 〈〈사랑이 보이지 않아〉〉 (愛が見えない 아이가미에나이[*])                                                                                  | 사카이 이즈미 | 오자와 마사즈미       | 하야마 타케시   | 4:04      |
| 12.          | 〈〈바라보고 있고 싶어요〉〉 (見つめていたいね 미츠메테이타이네[*])                                                                          | 사카이 이즈미 | 쿠리바야시 세이이치로 | 아카시 마사오   | 6:17      |
| 총 재생 시간 | 총 재생 시간 | 총 재생 시간  | 총 재생 시간          | 총 재생 시간    | 57:30     |

## 크레딧
아래는 《TODAY IS ANOTHER DAY》 음반에 적혀있는 내용을 발췌한 것이다:
- 보이스 레코딩: 시마다 마사히로 (島田勝弘, Birdman)
  - 어시스트: 요시다 유지(吉田悠二), 진노 슈이치 (이상 Birdman)
- 믹싱: 노무라 마사유키 (野村昌之), 노자키 토모코 (野崎智子), 시마다 마사히로, 아오키 요시키 (이상 Birdman), Andy Johns
- 레코딩: 노무라 마사유키, 미츠하시 마리, 시마다 마사히로, 아이하라 마사유키(相原雅之), 이치카와 타카유키, 카와카미 요시아키(川上義明), 코바야시 히로유키 (小林廣行), 타카하시 마코토 (高橋誠, 이상 Birdman) 나카지마 아키오, 아카이 요시노리(이상 RED WAY)
- 마스터링: 후루카와 이치코 (古川伊知子, Birdman)
- 디렉팅: 코마츠 히사시 (小松久, BMF)
- 백그라운드 보이스 디렉팅: 야마모토 치에 (山本千絵), 테라오 히로시 (寺尾広, 이상 BMF) 마가리테 히데아키 (WEST HAUS)
- 슈퍼바이저: 나카지마 마사오 (中島正雄, BMF)
- 아트 디렉션 / 디자인: Be Planning
- 사진: 호소노 신지 (細野晋司, Star shot), 마츠키 오사무 (BLUE WAVE), WENDY & WENDY
- VTR 프로덕션: 이토 타카히로, 타나카 히데오 (C-Factory)
- 프로모션 스태프: 코바야시 사유리, 타카기 신이치 (高木信一, 이상 Ading)
- 레이블 매니저: 무토 요시미 (武藤好美, B-Gram RECORDS)
- 세일즈 매니저: 에비하라 토시유키 (海老原俊之, J-DISC)

- 게스트 뮤지션
  - 보컬: 츠보쿠라 유이코(坪倉唯子), 쿠리바야시 세이이치로 (栗林誠一郎, 이상 ROOMS RECORDS), 쿠스노세 세이시로 (楠瀬誠志郎, S.M.E. JAPAN INC.), 카와시마 다리아 (川島だりあ, ZAIN RECORDS), 이쿠사와 유이치 (生沢佑一, Meldac Corp.), 마키호 에미 (牧穂エミ) 오타 신이치로 (大田紳一郎, 이상 COLOMBIA CO.,Ltd.) 마스하라 켄지, 마에지마 와카코, 무라카미 쿄타로 (村上恭太郎), 사에바 아키라, 하루나 토시키 (이상 WEST HAUS), 타치하라 료 (立原燎, BLUE-Z)
  - 백그라운드 보이스 어레인징: 마스하라 켄지, 코마츠 히사시, 테라오 히로시
- 기타: 스즈키 히데토시 (鈴木英俊), 하야마 타케시 (葉山たけし)
- 베이스: 아카시 마사오 (明石昌夫)
- 키보드: 오노즈카 아키라 (小野塚晃, ROOMS RECORDS), 이케다 다이스케 (池田大介)
- 퍼커션: 쿠츠노 유키히데 (沓野行秀)
- 테너 색소폰: 카츠타 카즈키 (勝田一樹, ROOMS RECORDS)
- 브라스 섹션
  - 트럼펫: 사사키 시로 (佐々木史郎, BMG VICTOR), 사와노 히로노리 (澤野博敬)
  - 트롬본: 카와이 신야 (河合伸哉)
  - 바리톤 색소폰: 야마모토 하지메 (山本一)
- 스트링 섹션: 시노자키 스트링스 (Shinozaki Strings)

- Thanks to: 요시다 마사오 (吉田真佐男), 히메노 쿠미코 (姫野久美子, 이상 TV ASAHI MUSIC), 요시에 카즈오 (吉江一男, MR.MUSIC), 카메야마 치히로 (亀山千広, FUJI TELEVISION), 니시자와 노부타카 (西沢信孝, TOEI ANIMATION), 오구라 히사오 (小椋久雄, KYODO TELEVISION), 아사즈마 이치로, 쿠와나 유코 (이상 F.M.P.), 타카기 마사코 (Media Pulpo), 나카타니 토시오 (中谷敏夫, NTV), 스와 미치히코 (諏訪道彦, YOMIURI TELEVISION), 타바타 히로시 (KITTY FILM), 에노모토 케이타 (ROOMS RECORDS) ... and Anyone of ZARD Production Team
- Special Thanks to 사사키 마사히로 (미야기현 무라타고등학교)